# Антоніо Барлуцці
Антоніо Барлуцці (італ. Antonio Barluzzi, 26 вересня 1884, Рим — 14 грудня 1960, Рим) — італійський архітектор, що реалізував численні проекти у першій половині XX століття у Святій землі.

## Біографія
Антоніо Барлуцці народився 26 вересня 1884 року в Римі у багатодітній родині архітекторів. Його дід був ведучим архітектором по догляду Собору Святого Петра. Після закінчення Інженерної школи Римського Університету Ла Сапієнца у 1912 році він разом зі своїм братом Джуліо, був запрошений у на роботу в Єрусалим для проектування госпіталю Італійського місійного товариства. З початком Першої світової війни військовий інженер, лейтенант Антоніо Барлуцці, повертається в Італію. У жовтні 1917 року він у складі італійського корпусу британської армії повертається в Єрусалим. Глава францисканської кустодії у Святій Землі — Фердінандо Діо Таллеві, пропонує йому звести нову церкву Преображення Господнього на горі Фавор. Таким чином розпочалася будівельна діяльність архітектора. З урахуванням перерв, викликаними світовими війнами, Барлуцці прожив у Палестині 33 роки. Тут він працює для францисканців, Італійського місіонерського товариства, вірмено- і греко-католицьких церков. Під час другої світової війни і аж до 1947 року Барлуцці перебуває на Сардинії, де працює для францискаців і капуцинів. Після цієї перерви знову перебирається до Єрусалима. У 1958 році Антоніо Барлуцці переносить інфаркт і маючи проблеми із здоров'ям повертається в Рим де помирає 14 грудня 1960 року.

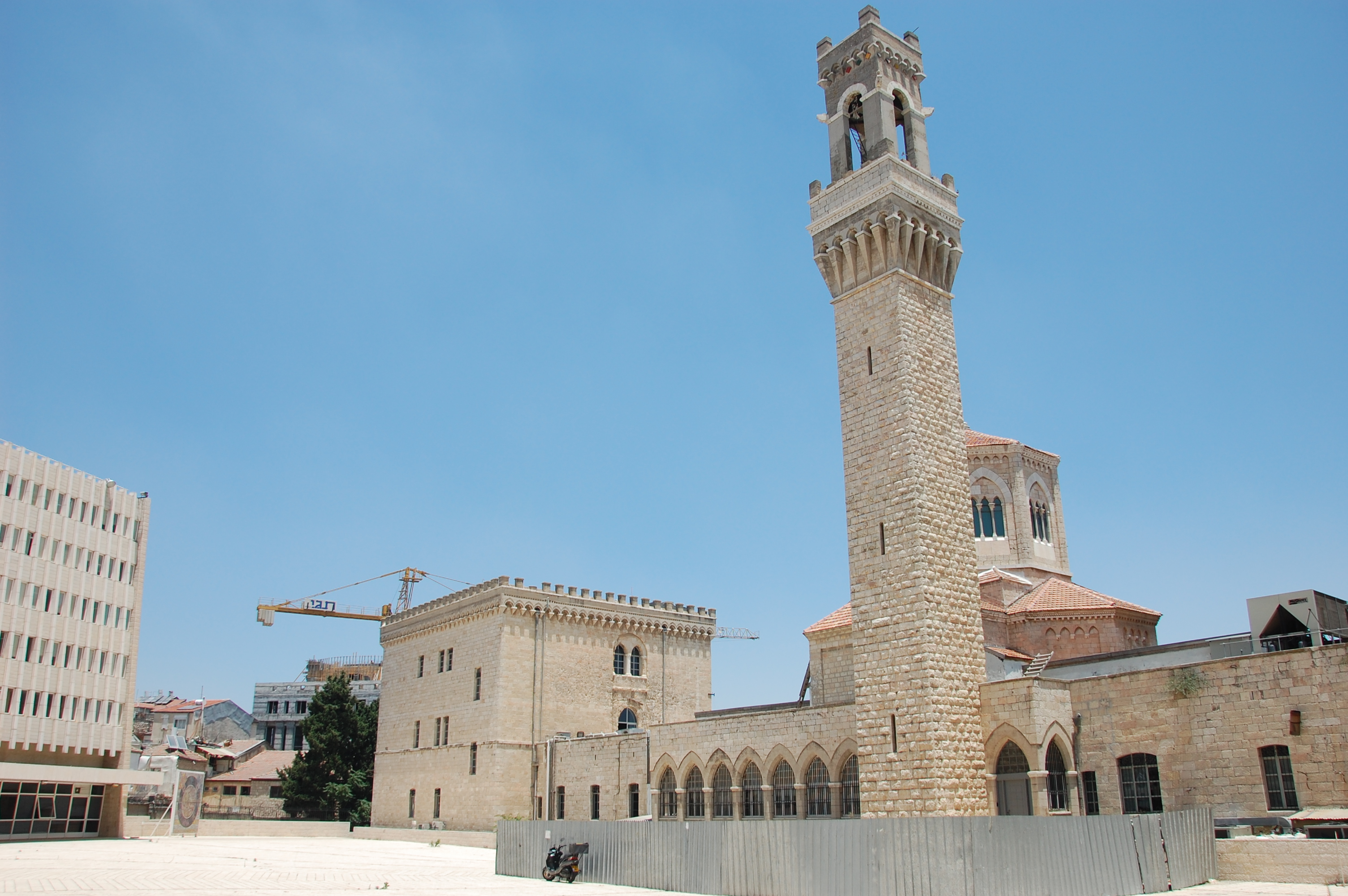
Госпіталь Італійського місійного товариства
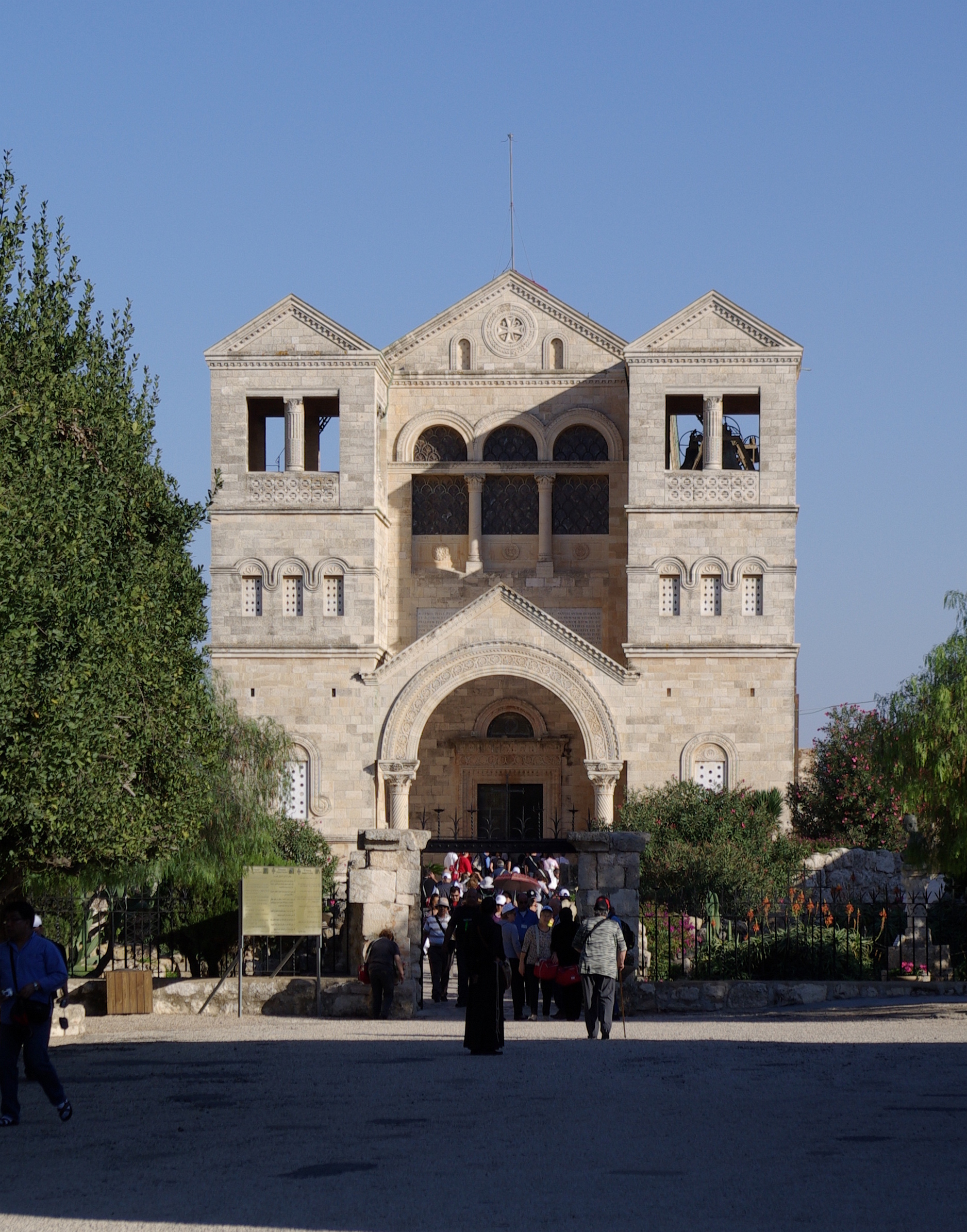
Базиліка на горі Фавор
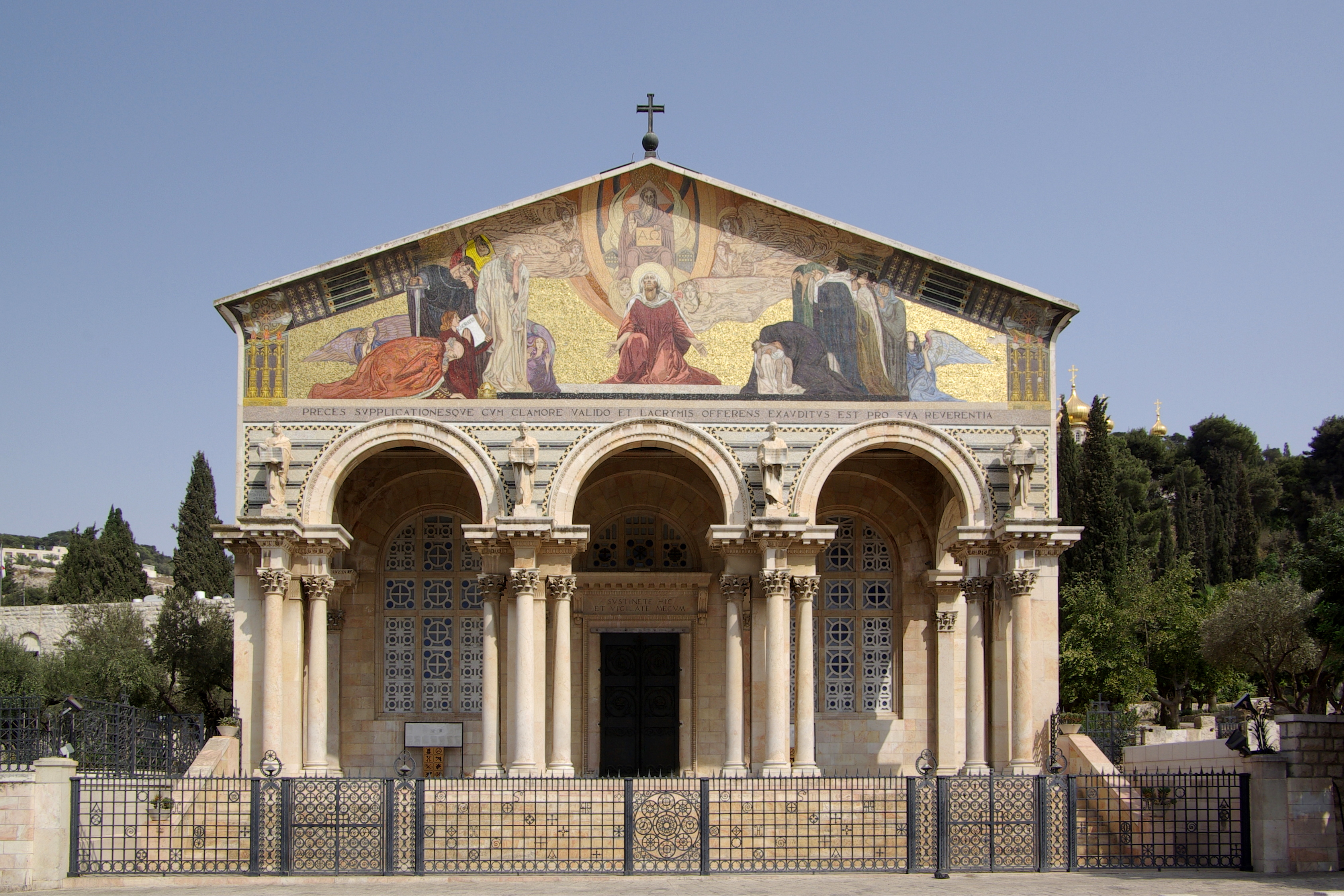
Церква Страстей христових
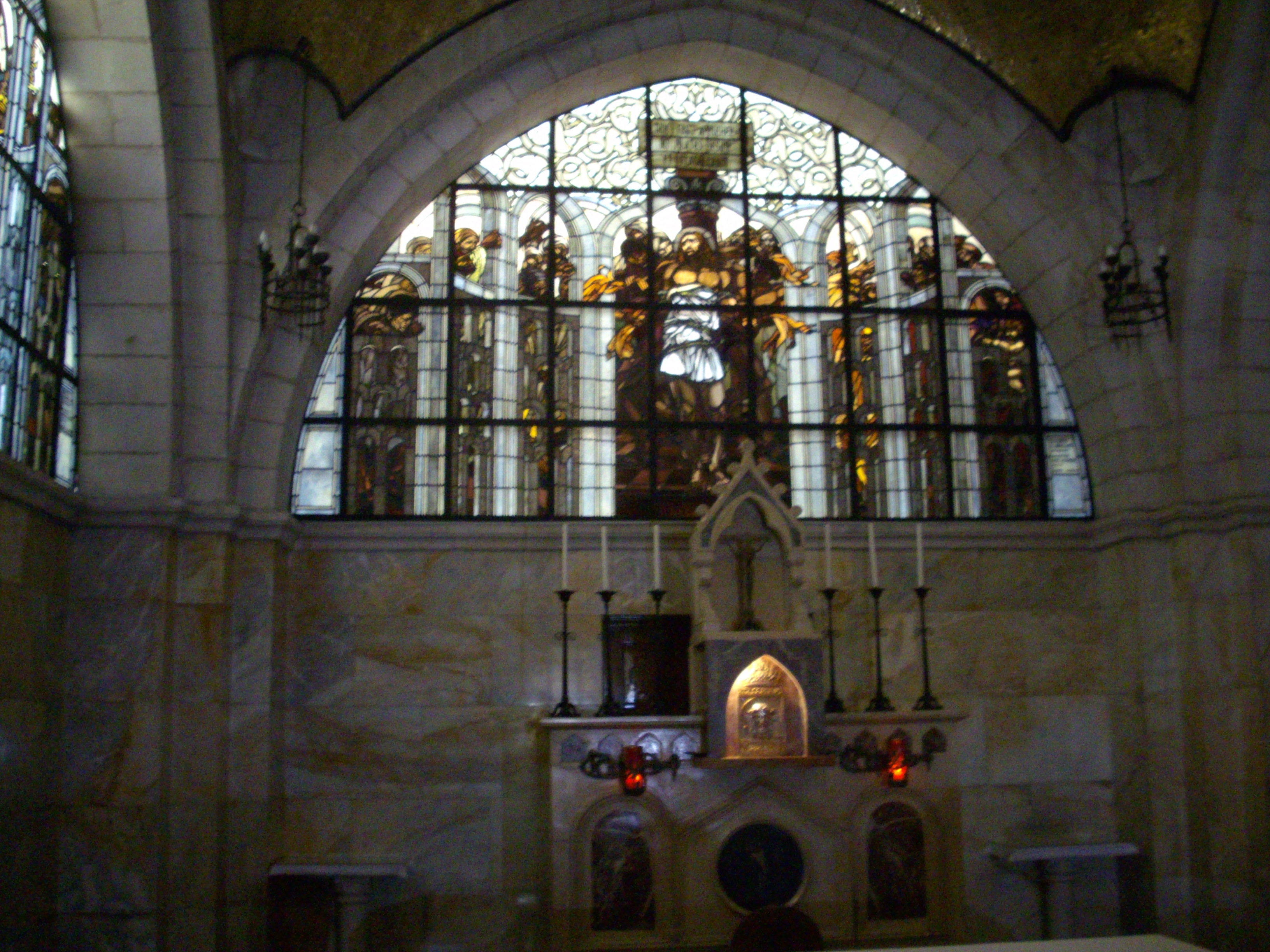
Церква бичування на Віа Долороза
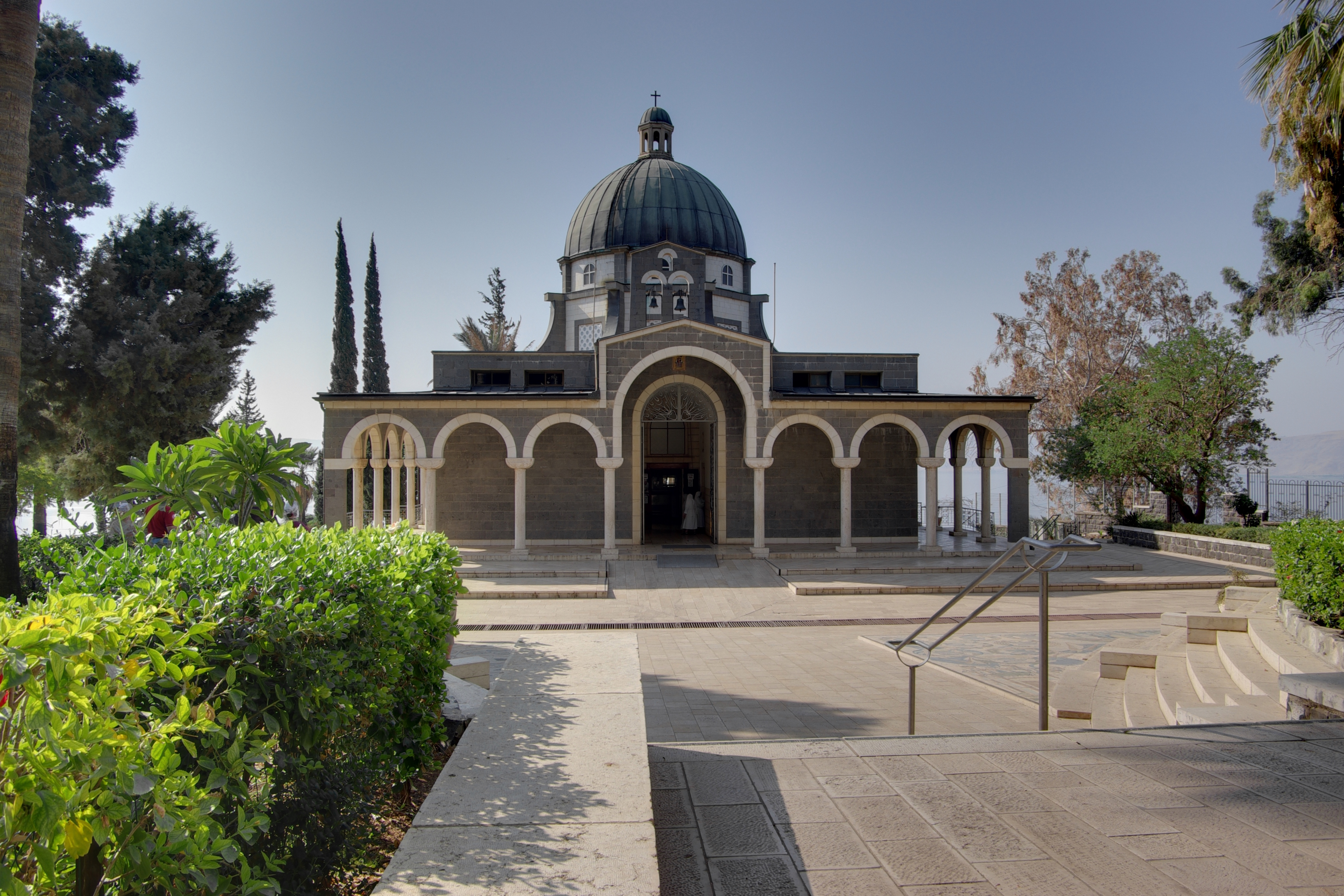
Церква на горі Блаженств
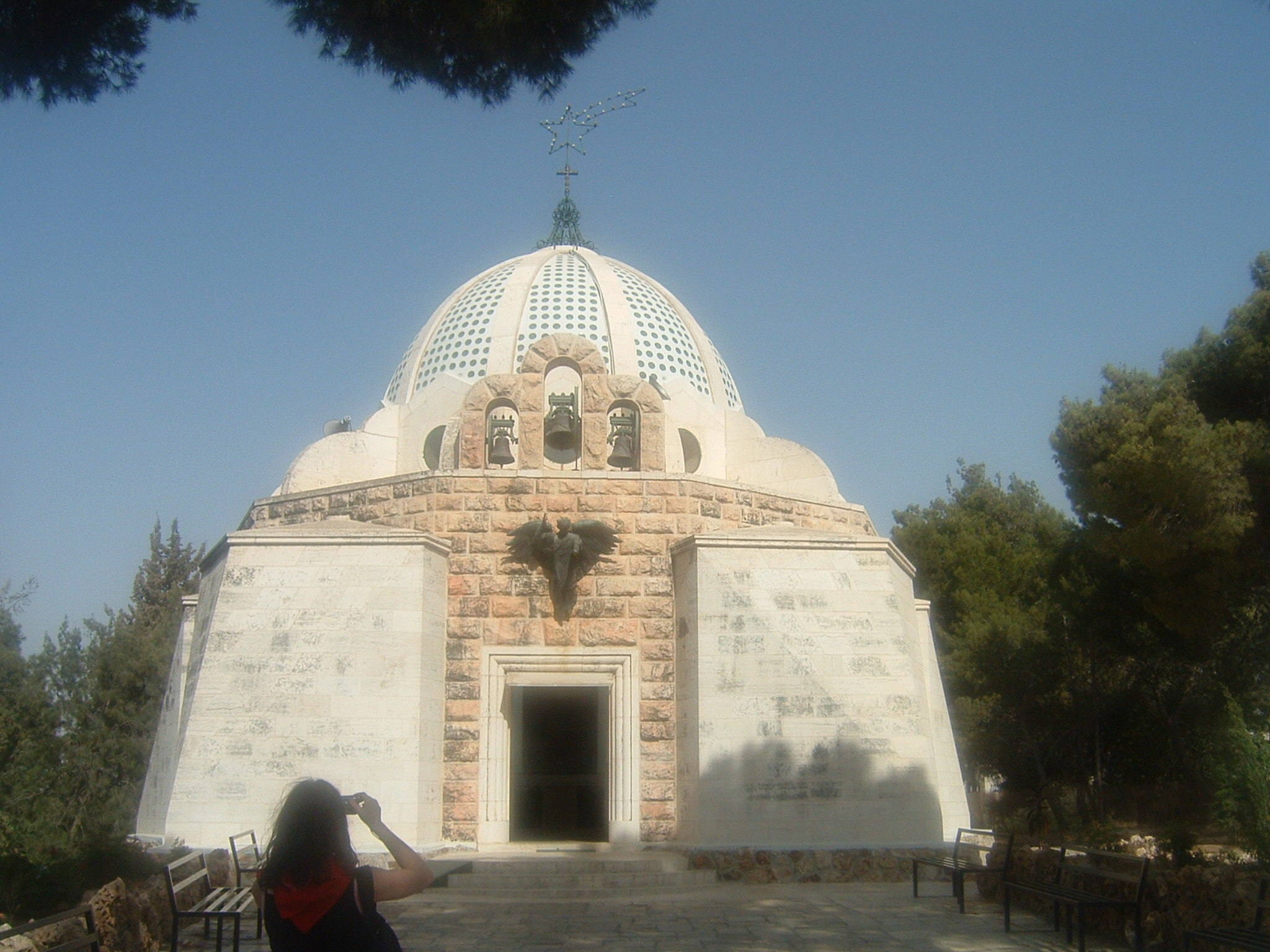
Храм Поля Пастушків, Вифлеєм
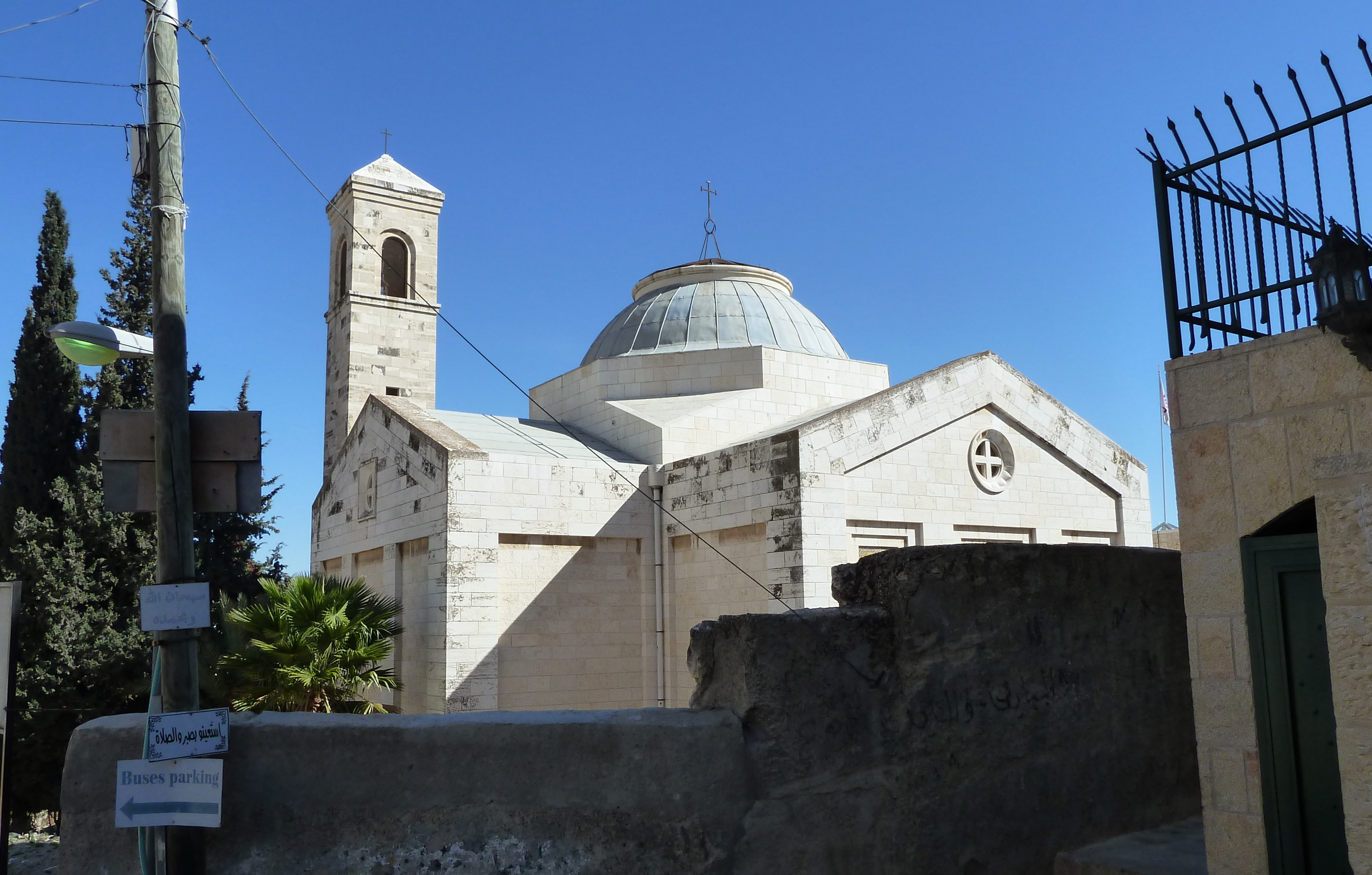
Церква св. Лазаря,Вифанія
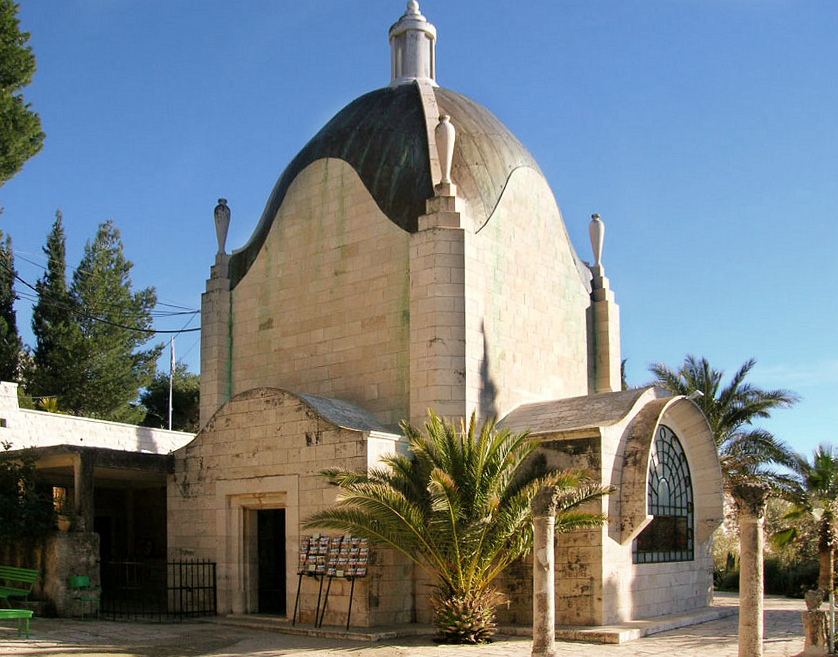
Dominus Flevit (Церква Сліз Господніх), Оливкова гора

## Роботи Барлуцці
- Італійська лікарня, Єрусалим (1913—1914, разом з братом Джуліо Барлуцці)
- Церква Преображення на горі Фавор (1921—1924, за участю Джуліо Барлуцці)
- Церква Страстей Христових (Церква Всіх Націй) в Гетсиманському саді на Оливній горі, Єрусалим (1922—1924)
- Монастир Івана Хрестителя в пустелі (1923, відмовився від авторства)
- Церква і притулок Доброго Пастиря, Єрихон (1924—1925)
- Школа для дівчат, Єрихон (1924)
- Будівля консульства Ефіопії, Єрусалим (1925—1928)
- Церква бичування на Віа Долороза, Єрусалим (прибудова дзвіниці та загальна реконструкція, 1927—1929)
- Монастир «Нотр Дам де Кармель» (Stella Maris), Хайфа (реставрація церкви і будівництво нового будинку, 1930)
- Італійська лікарня, Хайфа (1932)
- Католицький приділ Храму Гробу Господнього, Єрусалим (реставрація, 1933 і 1937)
- Монастир Св. Антонія, Єрусалим (1936)
- Церква на горі Блаженств (1937—1938)
- Церква зустрічі Св. Марії та Єлизавети, Ейн Карем (1938—1958)
- Внутрішній двір церкви Св. Катерини, Вифлеєм (реконструкція, 1948—1949)
- Церква Св. Лазаря, Віфанія (1952—1953)
- Каплиця Св. Вероніки на Віа Долороза, Єрусалим (реконструкція, 1953)
- Церква Ангелів на Полі Пастушків, Бейт Сахур (1953—1954)
- Церква в Віфагії (прибудова вежі та загальна реконструкція, 1954)
- Церква Сліз Господніх (Домінус Флевіт), Оливкова гора, Єрусалим (1953—1955)
- Церква Св. Йосипа, Хайфа (1959—1961)
- Вівтар у монастирі Патер Ностер, Єрусалим (перша половина 50-х р.)

 Поза Ізраїлем та Палестинською автономією
- Дипломатичне представництво Італії у Тегерані, Іран (реконструкція, 1925—1926)
- Італійська лікарня в Аммані, Йорданія (1926—1928)
- Італійська лікарня в Керак, Йорданія (1931—1933)
- Вірменський Католицький Патріархат в Бейруті, Ліван
- Мелькітська церква і господарські споруди в Аммані, Йорданія
- Мелькітська церква і господарські споруди в Медабі, Йорданія
- Школа кармелітів і господарські будівлі в Триполі, Ліван
- Церква монастиря капуцинів в Кальярі, Італія (реконструкція, 1945—1946)
- Церква Милосердної Богоматері в Сассарі, Італія (реконструкція, 1945)